# Venadillo
Venadillo is een gemeente in het Colombiaanse departement Tolima. De gemeente telt 18.567 inwoners (2005). In Venadillo, gelegen op de flank van de Cordillera Central en aan de rivier de Magdalena is de op drie na grootste koffieproducent van Tolima. Verder wordt er veel rijst verbouwd.
Alpujarra · Alvarado · Ambalema · Anzoátegui · Armero · Ataco · Cajamarca · Carmen de Apicalá · Casabianca · Chaparral · Coello · Coyaima · Cunday · Dolores · Espinal · Falan · Flandes · Fresno · Guamo · Herveo · Honda · Ibagué · Icononzo · Lérida · Líbano · Mariquita · Melgar · Murrilo · Natagaima · Ortega · Palocabildo · Piedras · Planadas · Prado · Purificación · Rioblanco · Roncesvalles · Rovira · Saldaña · San Antonio · San Luis · Santa Isabel · Suárez · Valle de San Juan · Venadillo · Villahermosa · Villarrica